# Ідре (комуна)
Комуна Ідре (швед. Ydre kommun) — адміністративно-територіальна одиниця місцевого самоврядування, що розташована в лені Естерйотланд у центральній Швеції.
Ідре 142-а за величиною території комуна Швеції. Адміністративний центр комуни — місто Естербиму.

## Населення
Населення становить 3 643 чоловік (станом на вересень 2012 року). 
| Кількість населення комуни Ідре за 1970-2010 роки | Кількість населення комуни Ідре за 1970-2010 роки | Кількість населення комуни Ідре за 1970-2010 роки | Кількість населення комуни Ідре за 1970-2010 роки | Кількість населення комуни Ідре за 1970-2010 роки |
| ------------------------------------------------- | ------------------------------------------------- | ------------------------------------------------- | ------------------------------------------------- | ------------------------------------------------- |
| Рік                                               |                                                   |                                                   | Населення                                         |                                                   |
| 1970                                              | 1970                                              |                                                   | 4 363                                             | 4 363                                             |
| 1975                                              | 1975                                              |                                                   | 4 297                                             | 4 297                                             |
| 1980                                              | 1980                                              |                                                   | 4 362                                             | 4 362                                             |
| 1985                                              | 1985                                              |                                                   | 4 330                                             | 4 330                                             |
| 1990                                              | 1990                                              |                                                   | 4 333                                             | 4 333                                             |
| 1995                                              | 1995                                              |                                                   | 4 276                                             | 4 276                                             |
| 2000                                              | 2000                                              |                                                   | 4 131                                             | 4 131                                             |
| 2005                                              | 2005                                              |                                                   | 3 866                                             | 3 866                                             |
| 2010                                              | 2010                                              |                                                   | 3 672                                             | 3 672                                             |
| Джерело: SCB                                      |                                                   |                                                   |                                                   |                                                   |

## Населені пункти
Комуні підпорядковано 3 міські поселення (tätort) та низка сільських, більші з яких:
- Естербиму (Österbymo)
- Гестра (Hestra)
- Ридснес (Rydsnäs)
- Асбю (Asby)

## Галерея

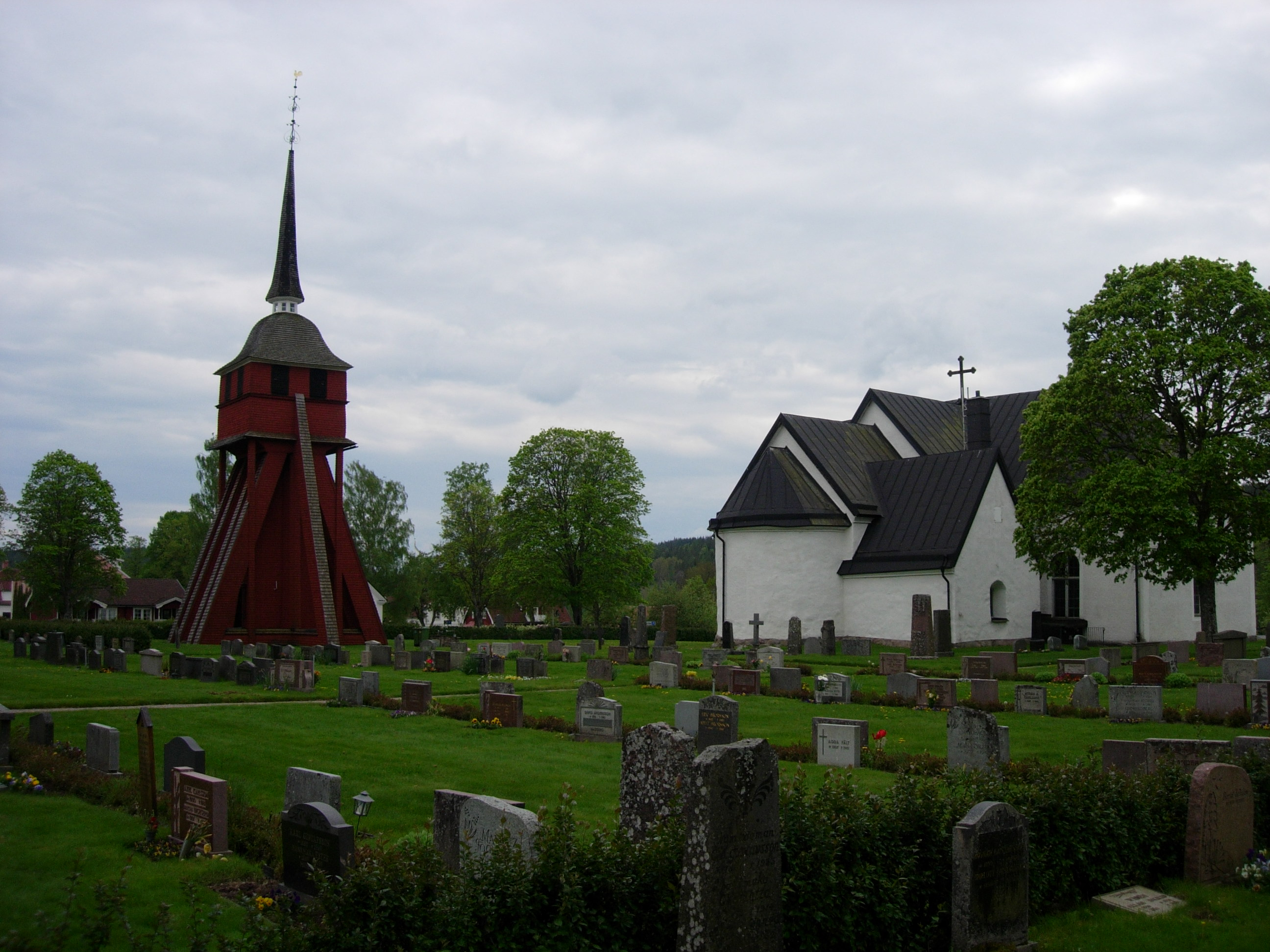
Церква (Асбю)
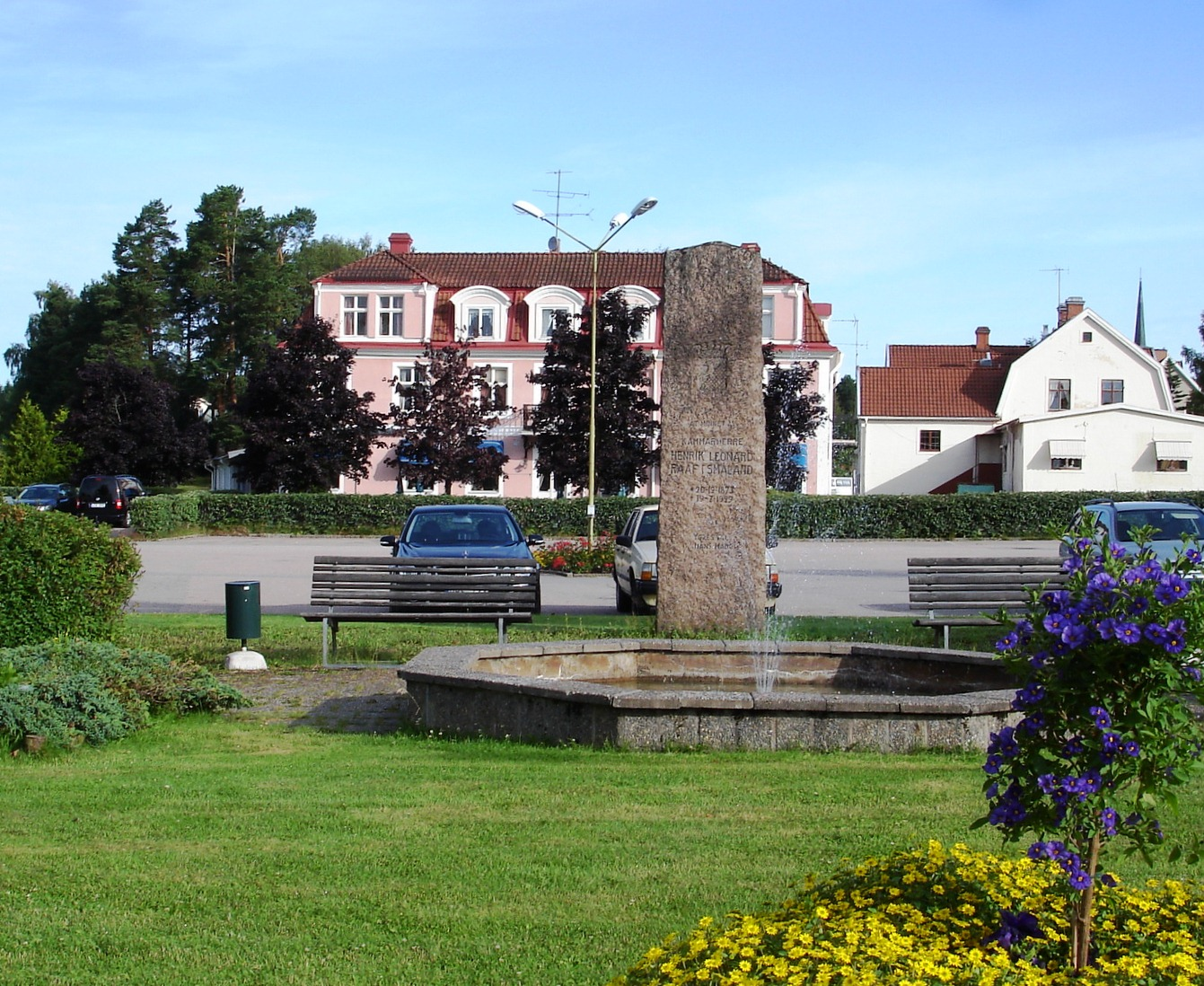
Містечко Естербиму
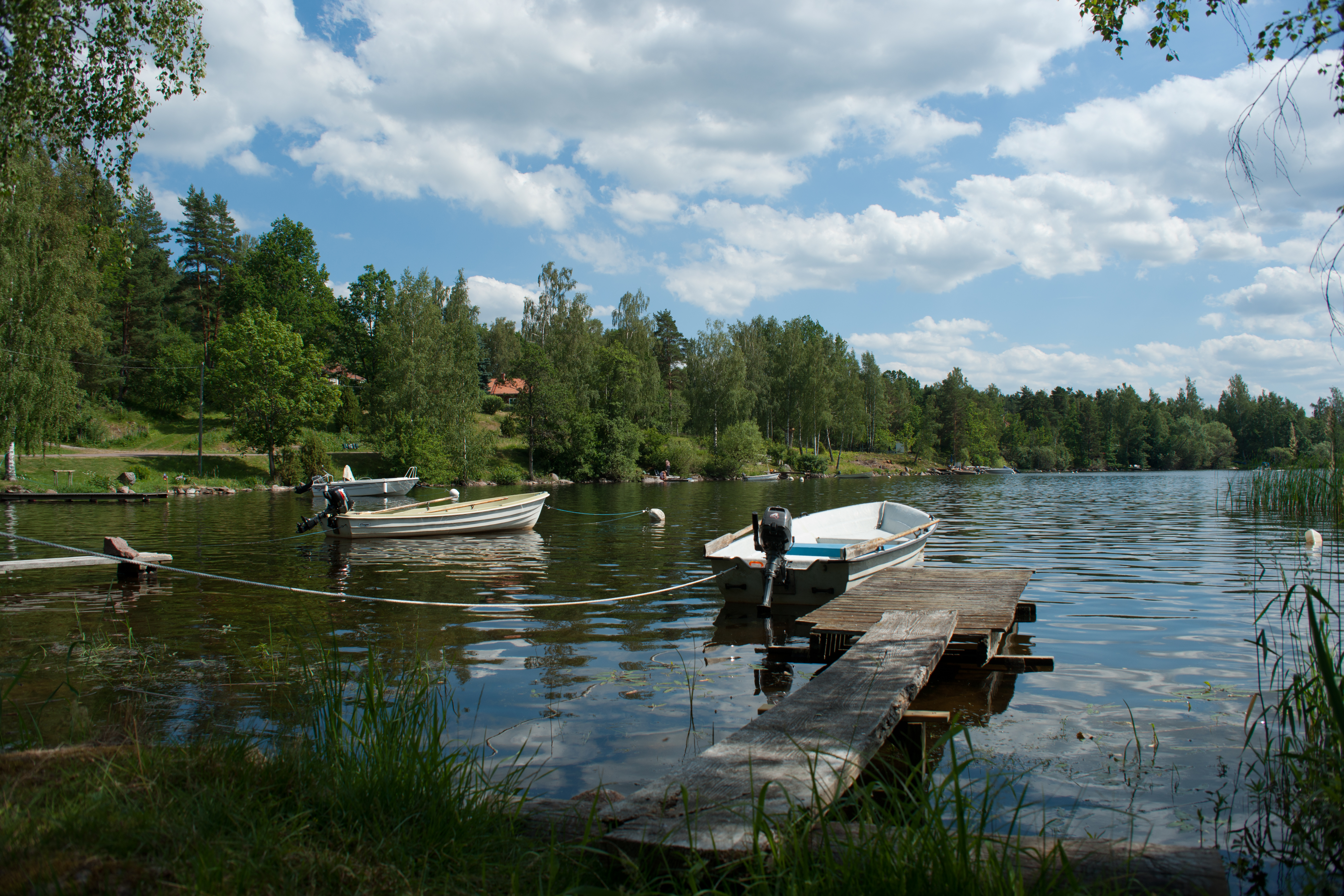
Озеро Соммен

## Виноски
1. ↑  Andersson P. Sveriges kommunindelning 1863-1993 — Mjölby: Draking, 1993. — 132 с. — ISBN 978-91-87784-05-7
2. ↑  Folkmangd i riket, lan och kommuner (шв.) . Центральне бюро статистики Швеції. Архів оригіналу за 20 серпня 2013. Процитовано 15 лютого 2013.